# Hyptiotes himalayensis
Espèce
Hyptiotes himalayensis est une espèce d'araignées aranéomorphes de la famille des Uloboridae.

## Distribution
Cette espèce est endémique d'Inde.

## Étymologie
Son nom d'espèce, composé de himalay[a] et du suffixe latin -ensis, « qui vit dans, qui habite », lui a été donné en référence au lieu de sa découverte, l'Himalaya.

## Publication originale
- Tikader, 1981 : A new species of rare spiders of the genus Hyptiotes (Family: Uloboridae) from India. Current Science, vol. 50, p. 154-155.